# Baika (Saràtov)
|  | Per a altres significats, vegeu «Baika». |

Baika (en rus: Байка) és un poble de l'óblast de Saràtov, a Rússia, segons el cens del 2010 tenia 32 habitants. Pertany al districte municipal de Rtísxevo.